# Rheocyclops hatchiensis
Rheocyclops hatchiensis – gatunek widłonoga z rodziny Cyclopidae. Został opisany przez Janet W. Reid i Davida L. Strayera w artykule opublikowanym w 1999 roku przez zespół amerykańskich biologów w składzie: Janet W. Reid, David L. Strayer, J. Vaun McArthur, Suzanne E. Stibbe i Julian J. Lewis.